# El Armadillo, Santos Reyes Nopala
El Armadillo är en ort i Mexiko.   Den ligger i kommunen Santos Reyes Nopala och delstaten Oaxaca, i den sydöstra delen av landet, 400 km sydost om huvudstaden Mexico City. El Armadillo ligger 1 385 meter över havet och antalet invånare är 126.
Terrängen runt El Armadillo är huvudsakligen kuperad, men åt nordost är den bergig. Runt El Armadillo är det ganska tätbefolkat, med 58 invånare per kvadratkilometer. Närmaste större samhälle är San Miguel Panixtlahuaca, 19,4 km nordväst om El Armadillo. Omgivningarna runt El Armadillo är en mosaik av jordbruksmark och naturlig växtlighet.